# Kościół św. Filipa Neri w Għaxaq
Kościół św. Filipa Neri (malt. Il-knisja ta’ San Filippu Neri, ang. St Philip Neri Church) – barokowy rzymskokatolicki kościół znajdujący się w Għaxaq na Malcie. Jest filią bazyliki św. Jana na Lateranie. Leży na terenie parafii Wniebowzięcia Matki Bożej w tym mieście. Kościół podlega prawu patronatu, jego rektorem (2022) jest ks. Angelo Vella.

## Historia
Budowę kościoła rozpoczął 23 stycznia 1761 roku, na działce należącej do rodziny, ks. Ġwann Filippu Zammit Mifsud. Inwestycja została ukończona po osiemnastu miesiącach, 3 lipca 1762 roku. Architektem świątyni był Sebastiano Saliba, ten sam, który opracował plan kościoła parafialnego w Għaxaq, a budowniczym był ojciec don Gwanna – Filippu. Kościół został pobłogosławiony 29 maja 1763 roku przez samego don Ġwanna Filippu.

## Architektura

### Wygląd zewnętrzny
Przed drzwiami do kościoła znajduje się portyk z wysokim łukiem pośrodku, z dwoma pilastrami doryckimi z boku, na których znajduje się trójkątny fronton. Jego tympanon zawiera ozdobny kartusz z łacińskim napisem „SACROSANCTÆ VATICANÆ BASILICÆ FILIA” („Córka Najświętszej Bazyliki Watykańskiej”) i cyfrą roczną „1769”. Portyk ma cztery inne otwory, dwa z przodu i dwa po bokach, w każdym z nich znajdują się trzy kolumny doryckie. Na narożnych pilastrach portyku widać dwie połówki odcinkowego frontonu, które łączą się ze wspomnianym trójkątnym frontonem poprzez dwa spływy wolutowe.
Właściwa fasada kościoła ma kwadratowe drzwi, nad którymi znajduje się kartusz, całość zwieńczona jest dużym trójkątnym frontonem z wpisanym w niego mniejszym owalnym. W górnej części fasady są dwa długie pilastry doryckie zakończone dwiema połówkami podzielonego odcinkowego frontonu, za którymi górują ornamenty wyrzeźbione na kształt języków ognia. Pośrodku barokowy fronton, w którym widoczny jest herb papieża. Poniżej umieszczone jest wysokie, owalnie zakończone okno z rzeźbioną kamienną ramą. Gzyms zwieńczający górną część fasady okala cały budynek, z niewielkim łukowatym odcinkiem ponad oknem.
Nad kościołem góruje niezakryta fasadą kopuła, zbudowana na ośmiobocznym bębnie, na krawędzi którego umieszczona jest balustrada. Na kopule przede wszystkim dominuje proporcjonalna latarnia z oknami, zwieńczona krzyżem papieskim (z trzema poprzeczkami) oznaczający podległość kościoła bezpośrednio władzy papieskiej, z pominięciem lokalnej władzy kościelnej. Na ścianie od strony południowej znajduje się dzwonnica typu bell-cot z jednym dzwonem.

### Wnętrze
Kaplica ma plan scentralizowany ze zgrupowanymi pilastrami w stylu jońskim na ścianach, na których spoczywa wysokie belkowanie. Nad nim wznoszą się cztery łuki i cztery pendentywy, które unoszą kopułę wraz z latarnią.
W apsydzie obraz tytularny z 1763 roku, który jest dziełem Rocco Buhagiara (1725–1805). Przedstawia Madonnę z Dzieciątkiem i św. Filipa Neri z aniołami. Poniżej znajduje się owalny obraz św. Jana Ewangelisty. To są dwaj święci patronowie don Ġwanna Filippu. Po obu stronach obrazu tytularnego ponad drzwiami prowadzącymi do zakrystii znajdują się dwa inne obrazy, również pędzla Rocco Buhagiara, przedstawiające św. Józefa i św. Alojzego Gonzagę. Konchę apsydy zdobi rzeźba z promieniującym krzyżem i dwoma aniołami. Kościół posiada również obrazy Via Sagra.
Nad drzwiami znajduje się empora organowa, która biegnie wokół dwóch bocznych ścian, i przez którą można wejść do domu obok kaplicy, zbudowanego przez don Ġwanna Filippu. W kaplicy można zobaczyć więcej pięknych rzeźb w ramach wokół obrazów, w gzymsach pod galerią i na drzwiach. Wszystkie wykonane zostały w kamieniu maltańskim.
W kościele znajduje się marmurowy grób Don Ġwann Filippu, który zmarł 9 grudnia 1782 roku.

### Bazylika mniejsza
Mówi się, że Don Ġwann Filippu uwielbiał polować i dlatego odprawiał mszę świętą bardzo wcześnie. Wielu mężczyzn, którzy byli też myśliwymi, chodziło na jego mszę. Nie podobało się to proboszczowi, który nakazał zakrystianowi zamknąć drzwi kościoła, aby Dun Ġwann Filippu nie mógł doń wejść. Aby uwolnić się od jurysdykcji proboszcza i biskupa, z pomocą kilku swoich przyjaciół rycerzy w 1769 roku uzyskał zgodę, na mocy której kościół stał się filią rzymskiej bazyliki na Lateranie, i posiada te same przywileje.

## Ochrona dziedzictwa kulturowego
Kościół został wpisany 27 grudnia 2013 na listę National Inventory of the Cultural Property of the Maltese Islands pod numerem 2010.